# Réactions internationales à la guerre de Gaza de 2008-2009
Pour un article plus général, voir Guerre de Gaza de 2008-2009.

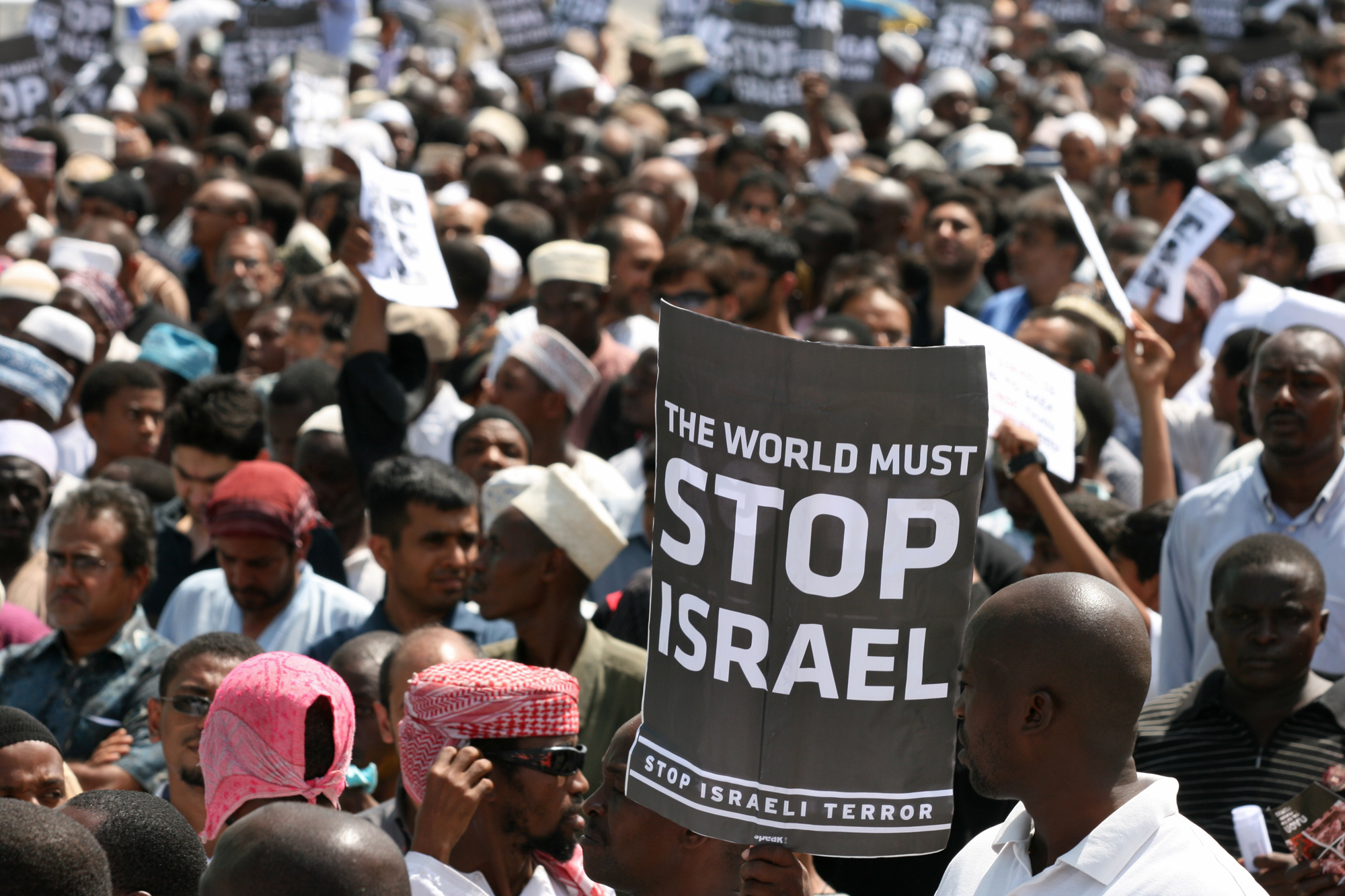
Manifestation pro-palestinienne à Dar es Salam, (Tanzanie)

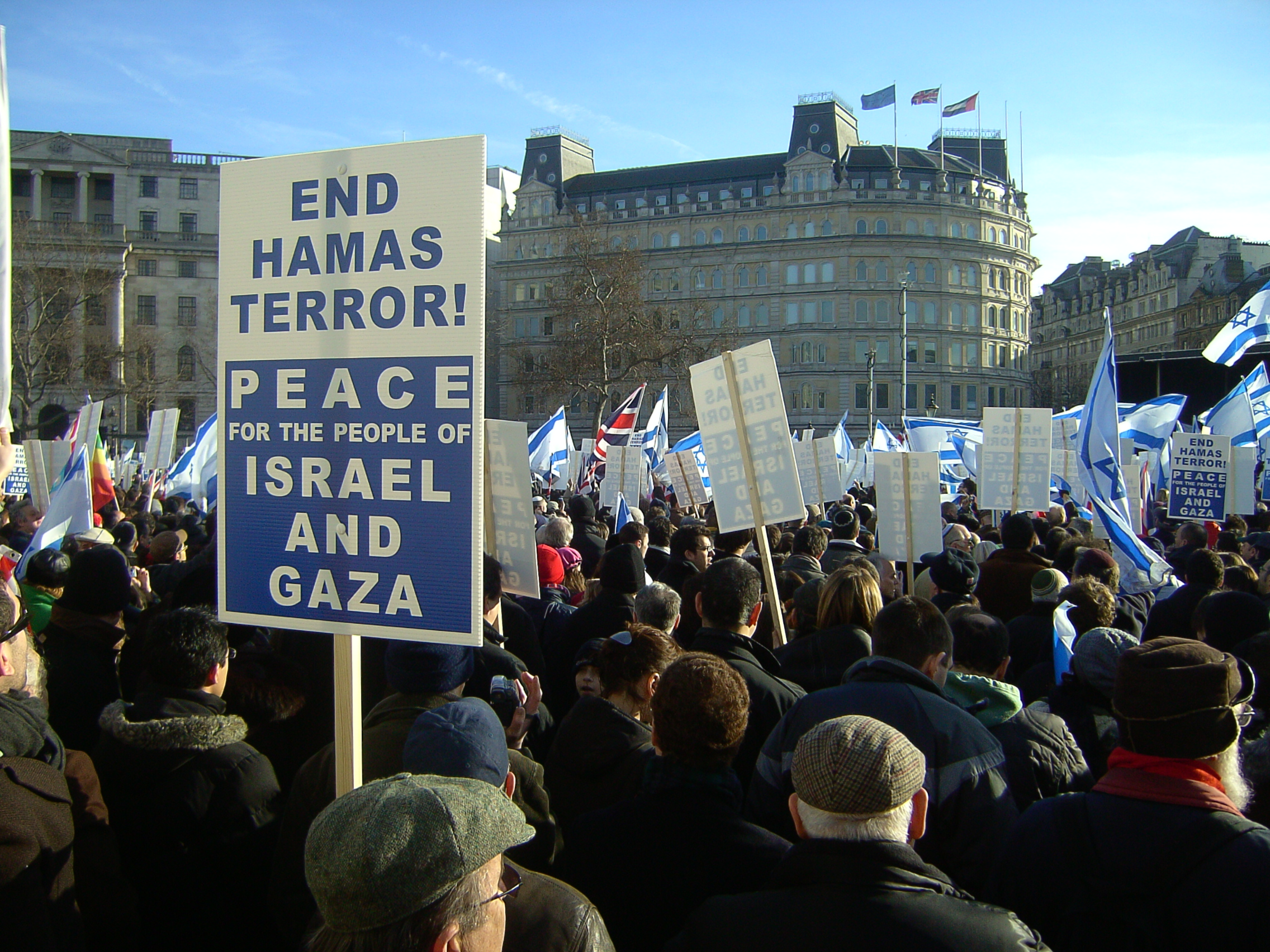
Manifestation pro-israélienne à Londres, (Royaume-Uni)

Les réactions internationales à la guerre de Gaza de 2008-2009 sont venues de nombreuses
organisations internationales et ont souvent pris la forme de manifestations de la société civile, qui, dans plusieurs cas, étaient différentes de la position officielle des gouvernements.

## Réactions officielles

### Parties en présence
| Entités                | Réactions |
| ---------------------- | --------- |
| Israël                 |           |
| Autorité palestinienne |           |
| Hamas                  |           |

### Organisations internationales
| Organisations                           | Réactions |
| --------------------------------------- | --- |
| Organisation des Nations unies          | Le secrétaire général des Nations unies, Ban Ki-moon, condamne l'escalade de la violence : « Tout cela doit cesser. Il faut qu’Israël et le Hamas mettent fin à leurs actes de violence et prennent toutes les mesures nécessaires pour éviter les pertes civiles, qu’ils déclarent immédiatement un cessez-le-feu et qu’ils s’efforcent, dans leurs discours, d’apaiser les passions. Alors seulement, ils pourront engager un dialogue ». Ban Ki-Moon ajoute qu'Israël a le droit de se défendre mais il condamne « le recours à la force excessive ». |
| Ligue arabe                             | |
| Organisation de la conférence islamique | |
| Union européenne                        | L'Union européenne a publié le 30 décembre 2008, sous présidence française, un communiqué dans lequel il est demandé : « un cessez-le-feu immédiat et permanent, une action humanitaire immédiate, l'intensification du processus de paix ». Il est souligné qu'« il n’y a pas de solution militaire au conflit israélo-palestinien, ni à Gaza, ni ailleurs ». Le 26 janvier, commissaire européen au Développement et à l'Aide humanitaire, Louis Michel, a lancé depuis Gaza une virulente attaque contre le Hamas qui contrôle le territoire, lui imputant une « responsabilité écrasante » dans la guerre et excluant tout dialogue avec un mouvement qualifié de « terroriste ». |
| CICR                                    | |
| Mouvement des non-alignés               | |
| Mercosur                                | |
| Organisation des États américains       | |
| Union africaine                         | |

### Organisations non gouvernementales
| Organisation                   | Réactions |
| ------------------------------ | --- |
| Amnesty International          | Amnesty International dénonce « le recours fréquent aux armes au phosphore blanc (...), qui constitue un crime de guerre ». L'ONG « exige que des enquêtes exhaustives, indépendantes et impartiales sur les atteintes au droit international humanitaire et relatif aux droits humains soient entreprises pour enquêter notamment sur les attaques israéliennes disproportionnées ou ayant visé des civils ou des bâtiments civils dans la bande de Gaza, ainsi que sur les tirs de roquettes par les groupes armés palestiniens en direction d’agglomérations israéliennes ». |
| Caritas Internationalis        | |
| Conseil œcuménique des Églises | Samuel Kobia, le secrétaire général du Conseil œcuménique des Églises condamne toute forme de violence à Gaza et appelle à la fin immédiate de la violence. |

### Gouvernements
- Israel-Gaza
- Pays ayant soutenu la position israélienne ou soutenu le droit d'Israël à se défendre.
- Pays ayant condamné l'action du Hamas seulement.
- Pays ayant soutenu le droit du Hamas à résister.
- Pays ayant condamné l'action d'Israël seulement.
- Pays ayant appelé à la fin des hostilités et ayant condamné les deux ou aucun des belligérants.
- Pays n'ayant pas pris officiellement position.

| Pays                | Notes |
| ------------------- | --- |
| Afghanistan         | |
| Afrique du Sud      | |
| Albanie             | |
| Algérie             | |
| Allemagne           | Selon la chancelière allemande Angela Merkel, le Hamas est le seul responsable de l'escalade de la violence à Gaza. Son porte-parole déclare que « le Hamas a rompu unilatéralement le cessez-le-feu, des roquettes ont été tirées continuellement sur des colonies israéliennes et le territoire israélien et il ne fait aucun doute - la chancelière a insisté sur ce point - qu'Israël a le droit légitime de défendre sa population et son territoire ». |
| Arabie saoudite     | |
| Argentine           | |
| Arménie             | |
| Australie           | |
| Autriche            | |
| Bahreïn             | |
| Bangladesh          | Le 5 janvier 2009, Iftekhar Ahmad Chowdhury, conseiller aux affaires étrangères du gouvernement intérimaire de Fakhruddin Ahmed, exprime sa préoccupation face à la situation à Gaza, déplorant l'augmentation du nombre de victimes civiles palestiniennes, et demande à Israël d'arrêter son offensive. Le même jour, au cours d'un entretien avec sept ambassadeurs de pays arabes (Palestine, Égypte, Libye, Maroc, Arabie saoudite, Koweït et Qatar), Sheikh Hasina, future Premier ministre du pays, condamne avec fermeté l'intervention israélienne à Gaza et appelle la communauté internationale à faire pression sur Israël afin de mettre un terme aux violences. |
| Belgique            | |
| Biélorussie         | |
| Bolivie             | Le 15 janvier 2009, le président bolivien Evo Morales déclare que « à cause de ces actions graves mettant à mal la vie et l'humanité, la Bolivie rompt ses relations diplomatiques avec Israël » en précisant qu'il demandera à la Cour pénale internationale (CPI) d'intenter un procès sous le chef d'accusation de génocide contre le président israélien, Shimon Peres et le Premier ministre, Ehud Olmert. |
| Bosnie-Herzégovine  | |
| Botswana            | |
| Brésil              | |
| Brunei              | |
| Bulgarie            | |
| Canada              | |
| Cap-Vert            | |
| Chili               | |
| Chine               | |
| Chypre              | |
| Colombie            | |
| République du Congo | |
| Corée du Nord       | La république populaire démocratique de Corée a condamné fermement l'attaque israélienne aérienne sur Gaza. Selon l'agence de presse gouvernementale KCNA : « la république populaire démocratique de Corée dénonce fermement le meurtre par Israël de civils désarmés comme un crime contre l'humanité, une grave provocation contre les Palestiniens et les autres peuples arabes et un défi ouvert au processus de paix au Moyen-Orient », ajoutant que « Israël doit immédiatement cesser toutes ses actions militaires et répondre positivement à la demande des peuples arabes et des autres peuples du monde d'une solution équitable et complète à la question du Proche-Orient ». |
| Corée du Sud        | |
| Costa Rica          | |
| Croatie             | |
| Cuba                | |
| Danemark            | |
| Dominique           | |
| Égypte              | Ahmed Aboul Gheit, ministre des Affaires étrangères, accuse Téhéran, le Hezbollah et le Hamas d'avoir cherché la confrontation plutôt que le dialogue au Proche-Orient. « (Ils ont tenté) de faire de la région un champ de bataille dans l'intérêt de l'Iran, qui cherche à jouer ses cartes pour échapper aux pressions occidentales sur le dossier du nucléaire" » |
| Émirats arabes unis | |
| Équateur            | |
| Érythrée            | |
| Espagne             | |
| Estonie             | |
| États-Unis          | |
| Finlande            | |

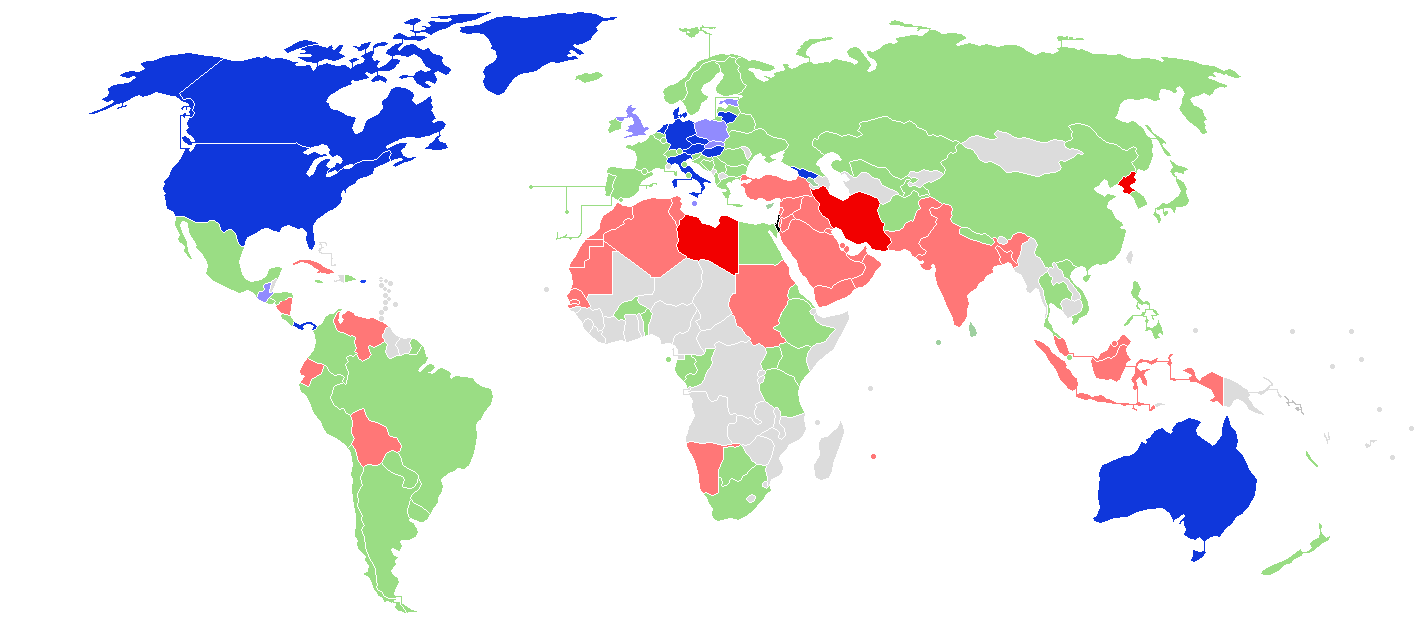
Réactions internationales à la guerre de Gaza de 2008-2009
Israel-Gaza
Pays ayant soutenu la position israélienne ou soutenu le droit d'Israël à se défendre.
Pays ayant condamné l'action du Hamas seulement.
Pays ayant soutenu le droit du Hamas à résister.
Pays ayant condamné l'action d'Israël seulement.
Pays ayant appelé à la fin des hostilités et ayant condamné les deux ou aucun des belligérants.
Pays n'ayant pas pris officiellement position.

| France              | Le président de la République française Nicolas Sarkozy s'exprime le 27 décembre 2008 par un communiqué : « Le Président de la République exprime sa plus vive préoccupation devant l’escalade de la violence dans le sud d’Israël et dans la bande de Gaza. Il condamne fermement les provocations irresponsables qui ont conduit à cette situation ainsi que l’usage disproportionné de la force. Le Président de la République déplore les importantes pertes civiles et exprime ses condoléances aux victimes innocentes et à leurs familles. Il demande l’arrêt immédiat des tirs de roquettes sur Israël ainsi que des bombardements israéliens sur Gaza, et il appelle les parties à la retenue. Il rappelle qu’il n’existe pas de solution militaire à Gaza et demande l’instauration d’une trêve durable ». |
| Gabon               | |
| Gambie              | |
| Géorgie             | |
| Grèce               | |
| Guatemala           | |
| Honduras            | |
| Hongrie             | |
| Inde                | |
| Indonésie           | |
| Irak                | |
| Iran                | |
| Irlande             | |
| Islande             | |
| Italie              | |
| Jamaïque            | |
| Japon               | |
| Jordanie            | |
| Kazakhstan          | |
| Kenya               | |
| Koweït              | |
| Lettonie            | |
| Liban               | |
| Libye               | |
| Lituanie            | |
| Malaisie            | |
| Maldives            | |
| Malte               | |
| Maroc               | |
| Mauritanie          | La Mauritanie annonce le 16 janvier 2009 la suspension de ses relations avec Israël pour protester contre l'offensive à Gaza, lors d'une réunion de pays arabes et islamiques à Doha. |
| Maurice             | |
| Mexique             | |
| Namibie             | |
| Népal               | Le 7 janvier 2009, le Ministère des Affaires étrangères népalais publie un communiqué de presse affirmant que « [l]e gouvernement du Népal se préoccupe de l'opération militaire dans la Bande de Gaza qui a entraîné un nombre considérable de victimes, ainsi que des dégâts matériels, pouvant provoquer une catastrophe humanitaire ». |
| Nicaragua           | |
| Norvège             | |
| Nouvelle-Zélande    | |
| Oman                | |
| Ouzbékistan         | |
| Pakistan            | |
| Panama              | |
| Paraguay            | |
| Pays-Bas            | |
| Pérou               | |
| Philippines         | |
| Pologne             | |
| Portugal            | |
| Qatar               | Le Qatar annonce le 16 janvier 2009 la suspension de ses relations avec Israël pour protester contre l'offensive à Gaza, lors d'une réunion de pays arabes et islamiques à Doha. |
| Roumanie            | |
| Royaume-Uni         | Le secrétaire d’État aux Affaires étrangères et du Commonwealth David Miliband a renouvelé le lundi 29 décembre 2008 son appel à un cessez-le-feu à Gaza à la suite des opérations militaires menées par Israël dans ce territoire, déplorant des pertes humaines « inacceptables ». |
| Russie              | La Russie a annoncé l'acheminement d'une aide humanitaire dans la Bande de Gaza. |
| Saint-Marin         | Le 29 décembre 2008, le Ministère des Affaires étrangères de Saint-Marin publie la déclaration suivante : « Le gouvernement de Saint-Marin espère qu'une solution rapide sera trouvée afin de garantir la coexistence pacifique des Palestiniens et des Israéliens, qui ont le droit de vivre de manière pacifique sur cette terre. La crise actuelle dans la Bande de Gaza est, malheureusement, le résultat dramatique de la violation de la trêve par le Hamas, suivie d'une riposte israélienne. Nous espérons donc sincèrement que tous les efforts envisageables seront faits aux niveaux national et international afin de réduire autant que possible la violence et le nombre de victimes innocentes, qui ont droit à une paix durable ». |
| Salvador            | |
| Sénégal             | |
| Serbie              | |
| Singapour           | |
| Slovaquie           | |
| Slovénie            | |
| Soudan              | |
| Sri Lanka           | |
| Suède               | |
| Suisse              | Selon le porte-parole du Département fédéral des affaires étrangères, « La Suisse a au début condamné les tirs de roquettes par le Hamas sur le sud d'Israël. Elle a aussi condamné la réponse disproportionnée de l'armée israélienne ». |
| Syrie               | |
| Tadjikistan         | |
| Tanzanie            | Le président de la Tanzanie, Jakaya Kikwete, également président de l'Union africaine, déclare le 7 janvier 2009 que « la Tanzanie ne croit pas en une solution militaire au conflit israélo-palestinien, et pense que de telles actions ne parviennent qu'à accroître les tensions dans la région ». Il appelle le Hamas à cesser ses attaques contre Israël, tout en jugeant excessive la riposte israélienne, et en déplorant la mort de civils palestiniens. |
| République tchèque  | Le 29 décembre 2008, le ministre tchèque des Affaires étrangères Karel Schwarzenberg déclare : « Israël a le droit de prendre des mesures militaires contre des attaques venant de lieux où ses civils vivent » et que « aucun dialogue politique n'est possible en raison des attaques du Hamas contre le territoire israélien ». « Cependant, a rajouté M. Schwarzenberg, il est regrettable que les conditions de vie à Gaza soient si mauvaises. Ces conditions doivent être changées de manière à éviter que de jeunes gens ne rejoignent des groupes extrémistes ». M. Schwarzenberg a également condamné l'utilisation par le Hamas de boucliers humains dans des zones fortement peuplées et estimé que cela a élevé le nombre de civils touchés. Le Premier ministre tchèque Mirek Topolanek, actuel président du Conseil de l'Union européenne, a assuré le 3 janvier 2009, par la voix de son porte-parole Jiří Potužník, que l'opération d'Israël dans la bande de Gaza est « défensive et non offensive ». La pression de certains membres historiques de l'UE contraint M. Potužník à se rétracter et à présenter ses excuses, ses déclarations ne représentant pas la position de l'UE. |
| Thaïlande           | |
| Tunisie             | |
| Turquie             | |
| Ukraine             | |
| Uruguay             | |
| Venezuela           | Le 6 janvier 2009, le Venezuela réagit officiellement, dans un communiqué du ministère des Affaires étrangères[source insuffisante] : « En ces heures tragiques et révoltantes, le peuple du Venezuela exprime son entière solidarité avec l’héroïque peuple palestinien, il partage la douleur qui touche des milliers de familles ayant perdu des êtres chers, et leur tend la main en affirmant que le gouvernement vénézuélien n’aura de cesse de voir sévèrement punis les responsables de ces crimes odieux ». Le Venezuela expulse l’ambassadeur d’Israël, qui expulse en retour l'ambassadeur vénézuelien. |
| Viêt Nam            | |
| Yémen               | |

### Autres entités souveraines
| Entités     | Notes |
| ----------- | ----- |
| Saint-Siège |       |

## Aide humanitaire
| Donateurs                               | Montant (USD) | Notes et autre assistance |
| --------------------------------------- | ------------- | --- |
| Union européenne                        | 4 200 000     | |
| Organisation de la conférence islamique |               | 300 tonnes de médicaments, du matériel médical, et de provisions alimentaires ; 170 tonnes de médicaments, de fournitures médicales, de couvertures, de vêtements pour enfants, un générateur pour l'éclairage et le fonctionnement d'un établissement hospitalier entier, provisions alimentaires, lait maternisé |
| Algérie                                 |               | |
| Allemagne                               | 11 000 000    | Aide humanitaire à Gaza. |
| Arabie saoudite                         |               | |
| Argentine                               |               | |
| Australie                               |               | |
| Bahreïn                                 |               | |
| Bolivie                                 |               | |
| Bosnie-Herzégovine                      |               | |
| Brésil                                  |               | |
| Bulgarie                                |               | |
| Canada                                  |               | |
| Chili                                   |               | |
| Chine                                   |               | |
| Corée du Sud                            |               | |
| Danemark                                |               | |
| Égypte                                  |               | |
| Émirats arabes unis                     |               | |
| Espagne                                 |               | |
| Estonie                                 |               | |
| États-Unis                              |               | |
| Finlande                                |               | |
| France                                  | 4 000 000     | |
| Royaume-Uni                             |               | |
| Grèce                                   |               | |
| Inde                                    |               | |
| Indonésie                               |               | |
| Iran                                    |               | |
| Irlande                                 |               | |
| Israël                                  |               | |
| Italie                                  |               | |
| Japon                                   |               | |
| Jordanie                                |               | |
| Koweït                                  |               | |
| Liban                                   |               | |
| Libye                                   |               | |
| Luxembourg                              |               | |
| Malaisie                                |               | |
| Maroc                                   |               | |
| Norvège                                 |               | |
| Nouvelle-Zélande                        |               | |
| Oman                                    |               | |
| Pays-Bas                                |               | |
| Pologne                                 |               | |
| Portugal                                |               | |
| Qatar                                   |               | |
| Russie                                  |               | |
| Suède                                   |               | . |
| Suisse                                  |               | |
| Thaïlande                               |               | |
| Turquie                                 |               | |
| Venezuela                               |               | |
| Viêt Nam                                |               | |
| Yémen                                   |               | |

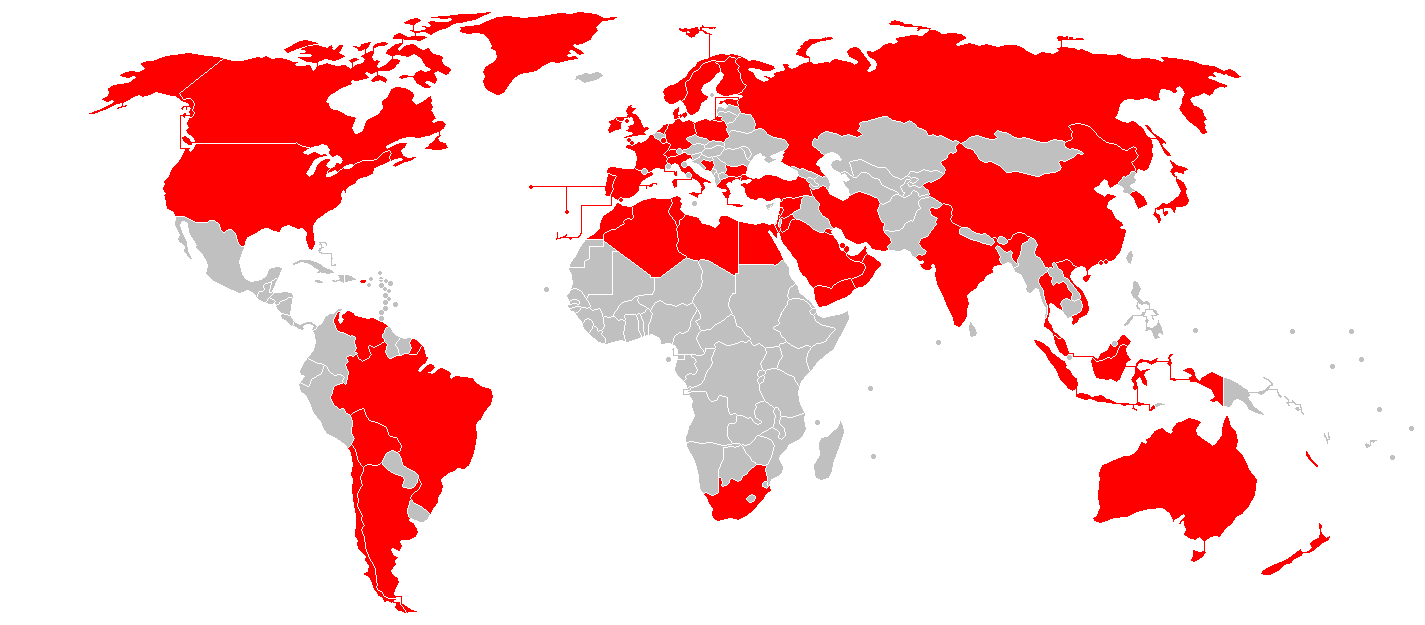
Tableau des pays donateurs d'aide humanitaire à Gaza en 2009

- aucun chiffre dans la colonne Montant (USD) signifie que ce dernier n'est pas connu.

## Manifestations

### Manifestations condamnant l'offensive militaire israélienne

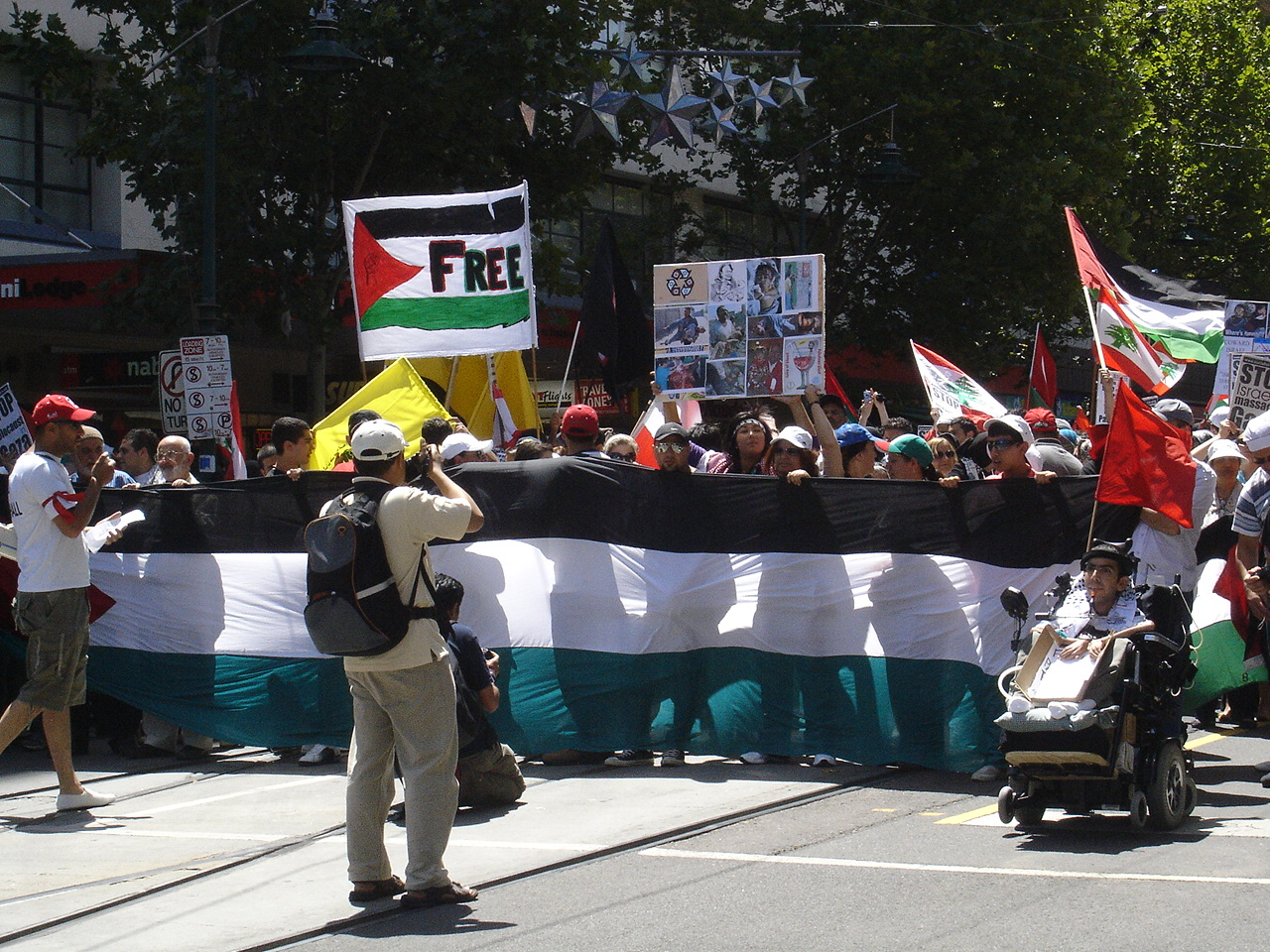
Manifestation pro-palestinienne à Melbourne (Australie) (4 janvier 2009)

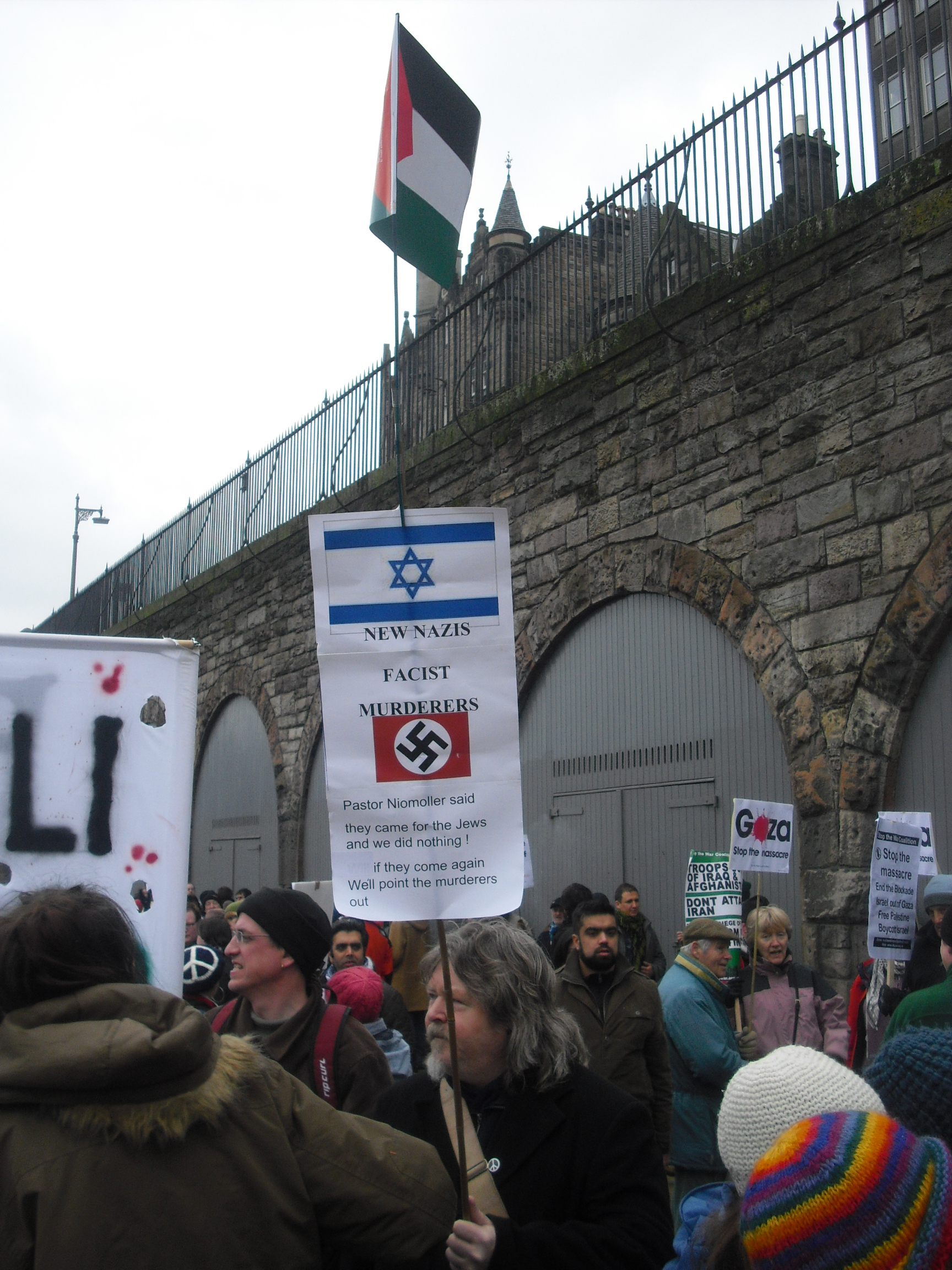
Pancarte anti-israélienne lors d'une manifestation à Édimbourg (Royaume-Uni) (10 janvier 2009)

| Ville             | Pays                | Manifestants   | Notes |
| ----------------- | ------------------- | -------------- | --- |
| Abou Dabi         | Émirats arabes unis | Centaines      | Manifestation contre l'attaque israélienne à l'appel du ministère de l'Intérieur émirati, le 9 janvier 2009. À noter que les Émirats arabes unis n'ont pas de relations diplomatiques avec Israël. |
| Agen              | France              | ~500           | Manifestation pro-palestinienne à l'appel du Comité Palestine 47, le 3 janvier 2009. |
| Alger             | Algérie             |                | Rassemblement à huis clos à l'appel du FLN, les manifestations de rue étant interdites depuis juin 2001, le 27 décembre 2008. |
| Alger             | Algérie             |                | Manifestation d'étudiants, malgré l'interdiction des manifestations de rue depuis juin 2001, à l'appel de l'Union générale des étudiants algériens, branche du Mouvement de la société pour la paix, proche du Hamas, le 3 janvier 2009. |
| Alger             | Algérie             | 100 000?       | Manifestation d'étudiants, malgré l'interdiction des manifestations de rue depuis juin 2001, le 9 janvier 2009. Plusieurs personnes sont arrêtées après des violences et dégradations. |
| Århus             | Danemark            | 400            | |
| Athènes           | Grèce               | 300            | Manifestation violente à l'appel du Parti communiste grec contre l'opération israélienne, devant son ambassade, le 29 décembre 2008. Des cocktails Molotov et des pierres sont lancés sur la police, qui réplique par des lancers de gaz lacrymogène. |
| Athènes           | Grèce               | 5 000          | Manifestation violente de jeunes anarchistes contre l'opération israélienne, devant son ambassade, le 2 janvier 2009. Des cocktails Molotov et des pierres sont lancés sur la police, qui réplique par des lancers de gaz lacrymogène. |
| Bagdad            | Irak                |                | Le 29 décembre 2008. |
| Barranquilla      | Colombie            |                | Manifestation pro-palestinienne sous le slogan « Une attaque contre Gaza est une attaque contre la dignité humaine », le 15 janvier 2009. |
| Berlin            | Allemagne           | 7 000          | Manifestation contre l'attaque israélienne, le 2 janvier 2009. |
| Bogota            | Colombie            |                | Manifestation anti-israélienne, devant son ambassade, le 31 décembre 2008. |
| Bogota            | Colombie            |                | Manifestation anti-israélienne, le 2 janvier 2009. Des drapeaux américains avec étoiles de David et têtes de mort et israéliens sont brûlés. |
| Bogota            | Colombie            | 150            | Manifestation pro-palestinienne, sous la banderole « Vive la juste lutte du peuple palestinien. Plus jamais de génocide contre la Palestine », devant l'ambassade d'Israël, le 6 janvier 2009. |
| Bogota            | Colombie            | 1 000          | Manifestation pro-palestinienne, le 16 janvier 2009. |
| Bordeaux          | France              | ~300           | Manifestation pro-palestinienne dénonçant « l'agression » et les « crimes de guerre » israéliens, le 10 janvier 2009. |
| Brasilia          | Brésil              | 100            | Selon l'agence gouvernementale Agência Brasil, après avoir marché de la Cathédrale de Brasilia à l'ambassade israélienne, 100 manifestants brûlent un drapeau israélien et délivrent un cahier de doléances à l'ambassade, le 6 janvier 2009. |
| Brisbane          | Australie           | 2 000          | Manifestation contre l'attaque israélienne, le 10 janvier 2009. |
| Bruxelles         | Belgique            | inconnu        | Manifestation pro-palestinienne à Bruxelles, le 2 janvier 2009. |
| Bruxelles,        | Belgique            | 50 000-60 000  | Manifestation pro-palestinienne à Bruxelles, le 11 janvier 2009. |
| Bruxelles         | Belgique            | ~1 000         | Manifestation pro-palestinienne à Bruxelles, le 18 janvier 2009. |
| Bruxelles,        | Belgique            | ~650           | Manifestation pro-palestinienne à Bruxelles contre la visite du Premier ministre par intérim d'Israël Tzipi Livni, le 21 janvier 2009. |
| Budapest          | Hongrie             |                | Manifestation pro-palestinienne, le 2 janvier 2009. |
| Buenos Aires      | Argentine           | 5 000          | Manifestation anti-israélienne avec déploiement de drapeaux irakiens, palestiniens et libanais, le 7 janvier 2009. |
| Calcutta          | Inde                |                | Manifestation avec immolation de drapeau israélien de musulmans indiens devant la mosquée Tipû Sâhib, le 3 janvier 2009. Son imam, Noorur Rehman Barkati, déclare que « Israël est une nation terroriste. Nous allons incendier leurs représentations diplomatiques dans toute l'Inde ». |
| Charikar          | Afghanistan         | Centaines      | Manifestation anti-israélienne, le 3 janvier 2009. |
| Charjah           | Émirats arabes unis | >3000          | Manifestation contre l'attaque israélienne à l'appel du ministère de l'Intérieur émirati, le 9 janvier 2009. À noter que les Émirats arabes unis n'ont pas de relations diplomatiques avec Israël. |
| Constantine       | Algérie             | 10 000?        | Manifestation improvisée après la prière du vendredi, malgré l'interdiction des manifestations de rue depuis juin 2001, le 9 janvier 2009. Brandissant les drapeaux algérien et palestinien, les manifestants ont brûlé un drapeau israélien. |
| Copenhague,       | Danemark            | 700-3 000      | Manifestation anti-israélienne avec immolation de drapeaux américains et israéliens, le 29 décembre 2008. Un manifestant est arrêté après avoir lancé un cocktail Molotov sur la police. |
| Cork              | Irlande             |                | Manifestation anti-israélienne, le 3 janvier 2009. |
| Derry             | Irlande             |                | Manifestation anti-israélienne, le 3 janvier 2009. |
| Dhâkâ             | Bangladesh          | Centaines      | Manifestation après la prière du vendredi, le 3 janvier 2009. |
| Dubaï             | Émirats arabes unis |                | Manifestation contre l'attaque israélienne à l'appel du ministère de l'Intérieur émirati, le 9 janvier 2009. À noter que les Émirats arabes unis n'ont pas de relations diplomatiques avec Israël. |
| Dublin            | Irlande             | 1 000          | Manifestation à l'appel de la Irish Palestinian Solidarity Campaign contre les « crimes de guerre » israéliens, le 3 janvier 2009. Un drapeau israélien est brûlé et un manifestant tente de s'immoler. |
| Duisbourg         | Allemagne           | 1 000          | Manifestation « en solidarité avec les victimes de la bande de Gaza et en signe d'opposition à l'oppression et la violence à Gaza », le 10 janvier 2009. |
| Düsseldorf        | Allemagne           | 4 000          | Manifestation contre l'attaque israélienne, le 2 janvier 2009. |
| El-Arich          | Égypte              | 3 000          | Manifestation anti-israélienne, le 2 janvier 2009. |
| Florianópolis     | Brésil              |                | Manifestation anti-israélienne, le 6 janvier 2009. |
| Francfort         | Allemagne           | 5 000          | Manifestation contre l'attaque israélienne, le 2 janvier 2009. |
| Galway            | Irlande             | 250            | Manifestation anti-israélienne, le 3 janvier 2009. |
| Guayaquil         | Équateur            |                | Manifestation anti-israélienne de la population arabe demandant la rupture des relations diplomatiques avec Israël, le 7 janvier 2009. |
| Haïfa             | Israël              | 100            | Manifestation d'étudiants de gauche arabes et juifs à l'Université d'Haïfa, le 29 décembre 2008. |
| Hébron            | Cisjordanie         |                | Lancer de pierres sur les troupes israéliennes, le 28 décembre 2008. |
| Hyderâbâd         | Inde                | 250            | Manifestation anti-israélienne de musulmans indiens devant le consulat des États-Unis, le 2 janvier 2009. La police empêche l'immolation d'un portrait d'Ehud Olmert. |
| Jakarta           | Indonésie           | 10 000         | Cinq manifestations anti-israéliennes, dont la principale devant l'ambassade américaine aux cris de « Allah akbar », le 2 janvier 2009. Un drapeau israélien taché de sang est brûlé. |
| Jalalabad         | Afghanistan         | 400            | Manifestation anti-israélienne, le 3 janvier 2009. |
| Jérusalem         | Israël              | 200            | Manifestation d'étudiants arabes et juifs à l'Université hébraïque de Jérusalem, le 29 décembre 2008. |
| Kaboul            | Afghanistan         | 600            | Manifestation anti-israélienne et antiaméricaine avec slogan « Israël commet des crimes, l'Amérique la soutient », le 3 janvier 2009. |
| Kerbala           | Irak                | 200            | Manifestation anti-israélienne, le 4 janvier 2009. |
| Le Caire          | Égypte              | Milliers       | Manifestation anti-israélienne, organisée par les Frères musulmans, parti interdit. 460 de ses membres sont arrêtés, le 31 décembre 2008. |
| Le Caire,         | Égypte              | 400-5 000      | Manifestation anti-israélienne appelant à la réouverture de la frontière Égypte-Bande de Gaza devant la mosquée Al Fatah, organisée par les Frères musulmans, parti interdit. Quarante de ses membres sont arrêtés le 2 janvier 2009. |
| Liège             | Belgique            | inconnu        | Manifestation pro-palestinienne à Liège, le 2 janvier 2009 à l'instigation d'organismes d'extrême gauche radicale et d'organisations islamistes. |
| Limerick          | Irlande             |                | Manifestation anti-israélienne, le 3 janvier 2009. |
| London            | Canada              | 300            | Le 30 décembre 2008. |
| Lyon              | France              | ~500           | Manifestation pro-palestinienne avec slogan « Israël assassin, Sarkozy complice », le 15 janvier 2009. |
| Manama            | Bahreïn             | 2 500          | Manifestation anti-israélienne après la prière du vendredi, à l'appel de la Al Menbar National Islamic Society, branche politique de la Al Eslah Society, proche des Frères musulmans, le 2 janvier 2009. |
| Manaus            | Brésil              |                | Manifestation anti-israélienne, à l'appel du Parti communiste brésilien et d'organisations étudiantes, le 6 janvier 2009. |
| Marseille         | France              | 2 500-25 000   | Manifestation pro-palestinienne, à l'appel d'organisations pro-palestiniennes, de l'Union juive française pour la paix, du NPA, Parti de gauche, PCF, Les Verts, de la Ligue des droits de l'homme et de syndicats, le 17 janvier 2009. |
| Melbourne         | Australie           | 6 000          | Manifestation contre l'attaque israélienne, le 10 janvier 2009. |
| Milan             | Italie              | 1 000          | Manifestation, le 3 janvier 2009. |
| Montpellier       | France              | 700-1 000      | Le 17 janvier 2009. |
| Montréal          | Canada              | 5 000          | Manifestation pacifique anti-israélienne aux slogans de « Israël assassin, Israël terroriste » et « Intifada, Intifada », le 4 janvier 2009. |
| Mossoul           | Irak                |                | Manifestation anti-israélienne, le 28 décembre 2008, endeuillée par un attentat suicide. |
| Munich            | Allemagne           | 2 000          | Manifestation contre l'intervention israélienne, le 5 janvier 2009. |
| Nancy             | France              | 1 000-1 200    | Manifestation pro-palestinienne à l'appel de France-Palestine Solidarité, le 3 janvier 2009. |
| Nardaran          | Azerbaïdjan         | Centaines      | Manifestation avec immolation de drapeaux américains et israéliens et d'effigies de George W. Bush et Ehud Olmert dans ce village proche de Bakou, le 16 janvier 2009. |
| Nice              | France              | ~300           | |
| Nicosie           | Chypre              | 2 000          | Manifestation contre l'attaque israélienne devant son ambassade, le 2 janvier 2009. Des manifestants s'opposent à la police anti-émeutes à coup de lancer de projectiles. |
| Nouvelle-Delhi    | Inde                | 50             | Manifestation d'étudiants des universités de Delhi et Jawaharlal-Nehru devant l'ambassade israélienne, le 3 janvier 2009. |
| Odense            | Danemark            | 500            | Manifestation anti-israélienne, le 29 décembre 2008. |
| Oran              | Algérie             |                | Manifestation non-unitaire du Mouvement de la société pour la paix, proche du Hamas et d'hommes politiques, après la prière du vendredi, malgré l'interdiction des manifestations de rue depuis juin 2001, le 9 janvier 2009. |
| Ottawa,           | Canada              | 300-1 000      | Manifestation pacifique anti-israélienne devant le Parlement du Canada et les ambassades d'Israël et des États-Unis, le 3 janvier 2009. |
| Paris             | France              | 30 000-100 000 | Manifestation pro-palestinienne à l'appel du Collectif national pour une Paix juste et durable entre Palestiniens et Israéliens, regroupant des associations, dont le MRAP, le PCF, la LCR et des syndicats aux slogans de « Nous sommes tous des Palestiniens » et « Israël assassin », le 10 janvier 2009. Plusieurs drapeaux israéliens ont été brûlés, d'autres ont été détournés en croix gammée, tandis que la police procédait à environ 180 interpellations, à la suite d'incidents. |
| Qalqilya          | Cisjordanie         |                | Un Palestinien est abattu par les troupes israéliennes, confrontées à des jeunes protestant contre l'opération israélienne, le 4 janvier 2009. |
| Quito             | Équateur            |                | Manifestation anti-israélienne de la population arabe demandant la rupture des relations diplomatiques avec Israël, le 7 janvier 2009. |
| Ramallah          | Cisjordanie         | 2 000          | Des « milliers » de Palestiniens manifestent, le 27 décembre 2008. Un Palestinien est abattu par les troupes israéliennes, alors qu'il leur jetait des pierres. |
| Rio de Janeiro    | Brésil              | 300            | 300 manifestants, selon l'agence gouvernementale Agência Brasil, le 8 janvier 2009. |
| Rome              | Italie              | 12 000-15 000  | Manifestation anti-israélienne, le 17 janvier 2009. |
| Sakhnin,          | Israël              | 10 000-150 000 | Manifestation de Palestiniens, le 3 janvier 2009. |
| Salvador          | Brésil              |                | Manifestation anti-israélienne devant le consulat américain avec drapeaux israéliens détournés en croix gammée, le 5 janvier 2009. |
| Salzbourg         | Autriche            | 2 500          | Manifestation contre l'attaque israélienne, le 2 janvier 2009. |
| Santiago du Chili | Chili               | 500            | Manifestation pro-palestinienne, le 4 janvier 2009. |
| São Paulo         | Brésil              |                | Manifestation anti-israélienne, à l'appel du Parti communiste brésilien et d'organisations étudiantes, avec drapeaux israéliens détournés en croix gammée, le 11 janvier 2009. |
| Sarajevo          | Bosnie-Herzégovine  | Centaines      | Manifestation devant l'ambassade américaine lui demandant d'« arrêter le meurtre de femmes et d'enfants de Palestine », le 8 janvier 2009. |
| Sidi-Bel-Abbès    | Algérie             |                | Manifestation sporadique avec déploiement de drapeaux algérien et palestinien, après la prière du vendredi, malgré l'interdiction des manifestations de rue depuis juin 2001, le 9 janvier 2009. |
| Sligo             | Irlande             |                | Manifestation anti-israélienne, le 3 janvier 2009. |
| Sofia             | Bulgarie            | 500            | Manifestation pacifique, le 30 décembre 2008. |
| Srinagar          | Inde                |                | Manifestation anti-israélienne de musulmans indiens, le 3 janvier 2009. Un portrait d'Ehud Olmert est brûlé. |
| Surabaya          | Indonésie           |                | Manifestation pacifique chrétienne et évangélique avec prières et lâchers de ballons, le 1er janvier 2009. |
| Sydney            | Australie           | 4 000          | Manifestation contre l'attaque israélienne, le 10 janvier 2009. |
| Téhéran           | Iran                | Milliers       | Manifestation gouvernementale anti-israélienne après la prière du vendredi, à l'appel de l'ayatollah Seyyed Ali Khamenei, Guide suprême de la révolution islamique, aux cris de « Mort à Israël », le 2 janvier 2009. Des portraits d'Ehud Olmert et Hosni Moubarak sont brûlés. À noter que la république islamique d'Iran ne reconnait pas l'État d'Israël. |
| Tel Aviv          | Israël              | 200            | Manifestation d'étudiants de gauche arabes et juifs à l'Université de Tel Aviv, le 29 décembre 2008. |
| Tel Aviv          | Israël              | 21             | Des militants de gauche, qui tentaient d'empêcher l'accès à la base aérienne de Sdé Dov, sont arrêtés, le 2 janvier 2009. |
| Thessalonique     | Grèce               | 1 000          | Manifestation contre l'opération israélienne, devant le consulat américain, le 29 décembre 2008. Un drapeau israélien est brûlé. |
| Tiaret            | Algérie             | 50             | Manifestation sporadique, après la prière du vendredi, malgré l'interdiction des manifestations de rue depuis juin 2001, dispersée par la police, le 9 janvier 2009. |
| Toronto           | Canada              | 800            | Manifestation anti-israélienne devant le consulat d'Israël, le 28 décembre 2008. |
| Toronto           | Canada              | 2 000          | Manifestation anti-israélienne aux slogans de « Honte sur Israël » et « Honte sur les États-Unis », le 3 janvier 2009. |
| Toronto           | Canada              | 8              | Sit-in de 8 femmes de confession juive à l'intérieur du consulat d'Israël, le 7 janvier 2009. |
| Toulouse          | France              | 2 500-4 000    | Manifestation pro-palestinienne, le 17 janvier 2009. |
| Tucumán           | Argentine           | 100            | |
| Turin             | Italie              | 1 000          | Manifestation, le 3 janvier 2009. |
| Umm al-Fahm       | Israël              |                | Un manifestant contre l'intervention israélienne tire un coup de feu, blessant légèrement 2 enfants durant une marche, le 28 décembre 2008. |
| Vienne            | Autriche            | 5 000          | Manifestation pacifique, le 2 janvier 2009. |
| Wellington,       | Nouvelle-Zélande    | 1 000          | Manifestation contre l'attaque israélienne, le 6 janvier 2009. Un prêtre catholique lance de la peinture rouge sur le mémorial au Prix Nobel de la paix et ex-Premier ministre d'Israël Yitzhak Rabin. |

### Manifestations défendant l'offensive militaire israélienne

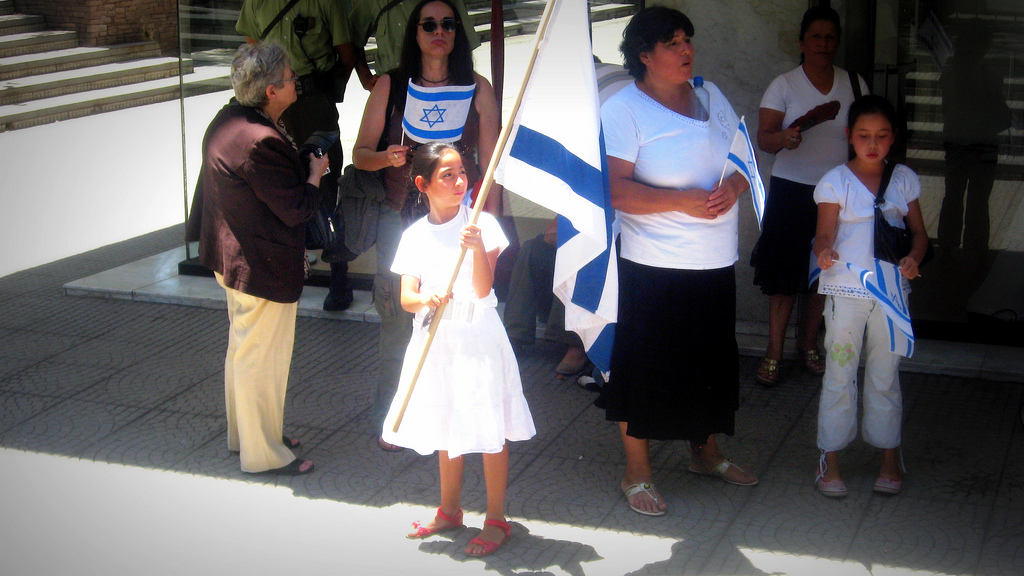
Manifestants pro-israéliens à Santiago (Chili)

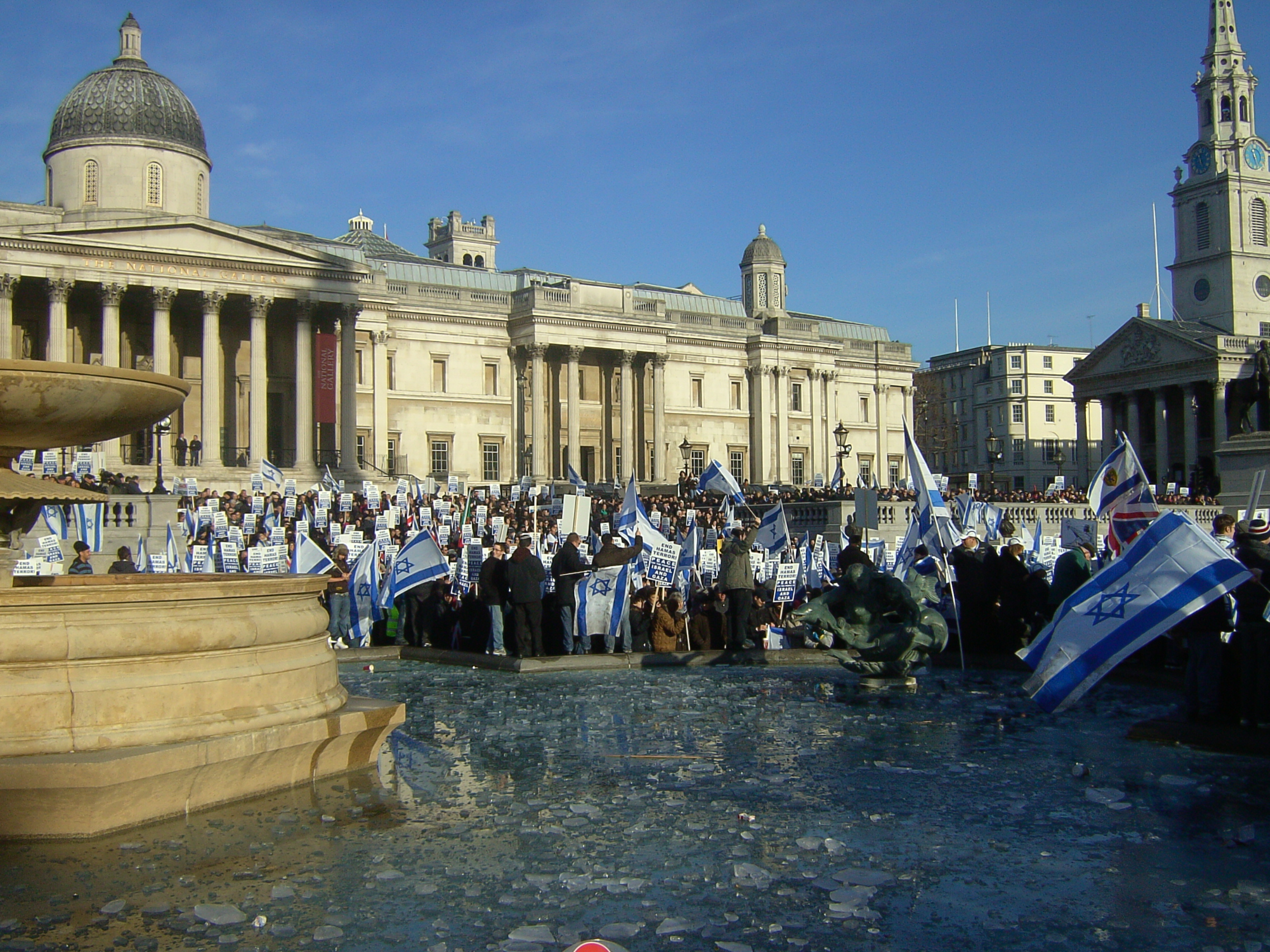
Manifestation « Peace for the people of Israel and Gaza » à Londres (Royaume-Uni) (11 janvier 2009)

| Ville             | Pays               | Manifestants  | Notes |
| ----------------- | ------------------ | ------------- | --- |
| Albuquerque       | États-Unis         | 200           | Le 11 janvier 2009. |
| Anvers            | Belgique           | 800           | Manifestation de soutien à Israël organisée par la communauté juive d'Anvers, le 11 janvier 2009. |
| Berlin            | Allemagne          | ~3 000-4 000  | Le 11 janvier 2009. |
| Bogota            | Colombie           |               | Manifestation de soutien à Israël devant son ambassade en Colombie, le 10 janvier 2009. |
| Boston            | États-Unis         |               | Le 31 décembre 2008. |
| Bruxelles         | Belgique           | 450           | Manifestation à l’appel du Comité de coordination des organisations juives de Belgique de 450 personnes selon la police (1 000 selon les organisateurs) devant l'ambassade d'Iran, le 7 janvier 2009. |
| Buenos Aires      | Argentine          | 1 500         | Manifestation à l'appel de l'Asociación Mutual Israelita Argentina (AMIA) et plusieurs ONG, appelant « à soutenir Israël mais regrettant les morts innocents », le 8 janvier 2009. |
| Chişinău          | Moldavie           |               | Le 16 janvier 2009. |
| Fort Lauderdale   | États-Unis         | 100<          | Contre-manifestation, le 31 décembre 2008. |
| Francfort         | Allemagne          | 500           | Le 3 janvier 2009. |
| Haïfa             | Israël             | 200           | Contre-manifestation à l'Université d'Haïfa, le 29 décembre 2008. |
| Harlem            | États-Unis         | 1 000         | Prière œucuménique chrétienne pour Israël. Le consul d'Israël à New York lit une lettre des enfants du soldat franco-israélien Gilad Shalit, le 5 janvier 2009. |
| Helsinki          | Finlande           | 700           | Manifestation pro-israélienne organisée par l'association pentecôtiste The Friends of Israel, le 13 janvier 2009. |
| Houston           | États-Unis         | 100           | Contre-manifestation. |
| Jérusalem         | Israël             | 100           | Contre-manifestation de 100 personnes à l'Université hébraïque de Jérusalem. Prière de plusieurs centaines de personnes en faveur des soldats de Tsahal sur le mur des Lamentations, le 28 décembre 2008. |
| La Haye           | Pays-Bas           | 500           | Manifestation pro-israélienne à l'appel du Center for Information and Documentation of Israel et des Christians for Israel, le 9 janvier 2009. |
| Londres           | Royaume-Uni        | 1 000         | Manifestation pro-israélienne devant son ambassade, le 7 janvier 2009. |
| Londres           | Royaume-Uni        | 4 000         | Manifestation de 4 000 personnes (15 000 selon les organisateurs) sous la bannière « Pays en Israël, paix à Gaza », le 12 janvier 2009. |
| Londres           | Royaume-Uni        | 500           | Manifestation de 500 militants sionistes devant l'ambassade d'Iran, le 15 janvier 2009. |
| Los Angeles       | États-Unis         | 500           | Contre-manifestation devant le consulat d'Israël, le 30 décembre 2008. |
| Lyon              | France             | 500           | Manifestation pro-israélienne à l'appel du CRIJF, le 11 janvier 2009. |
| Manchester        | Royaume-Uni        | 2 000-20 000  | Manifestation en faveur de l'opération militaire israélienne, dénonçant l'utilisation par le Hamas de « boucliers humains », en présence de députés du Parti travailliste, le 11 janvier 2009. |
| Marseille         | France             | 4 000-20 000  | Manifestation en faveur de l'opération militaire israélienne, dénonçant l'utilisation par le Hamas de « boucliers humains », en présence de personnalités politiques de tous bords, dont le maire Jean-Claude Gaudin, le 11 janvier 2009.                                                                                 |
| Melbourne         | Australie          | 500           | Le 4 janvier 2009. |
| Mexico            | Mexique            | 800           | Manifestation pro-israélienne devant son ambassade, le 9 janvier 2009. |
| Mexico            | Mexique            | 1 000         | Manifestation pro-israélienne devant son ambassade, le 11 janvier 2009. |
| Miami Beach       | États-Unis         | 1 000-2 500   | Manifestation pro-israélienne devant le mémorial de l'Holocauste, le 4 janvier 2009. |
| Munich            | Allemagne          | 1 500         | Manifestation pro-israélienne à l'appel du Conseil central des juifs d'Allemagne, le 11 janvier 2009. |
| Nashville         | États-Unis         | 350           | Contre-manifestation, le 1er janvier 2009. |
| New York          | États-Unis         | 10 000-50 000 | Le 31 décembre 2008. |
| Odessa            | Ukraine            |               | Manifestation devant le Centre culturel juif, le 11 janvier 2009. |
| Oslo              | Norvège            | ~300          | Manifestation sous la bannière de « Israël a le droit de se défendre » devant le Storting, en présence de représentants du Parti du progrès (extrême droite) et du Kristelig Folkeparti (démocrate-chrétien), le 8 janvier 2009. Des militants pro-palestiniens attaquent les manifestants, conduisant à 31 arrestations. |
| Paris             | France             | 4 000-12 000  | Manifestation pro-israélienne à l'appel du CRIJF, le 4 janvier 2009. |
| Phoenix           | États-Unis         | 2 000         | Le 4 janvier 2009. |
| Prague            | République tchèque | 200           | Manifestation en faveur de l'opération militaire israélienne, dénonçant l'utilisation par le Hamas de « boucliers humains », le 11 janvier 2009. |
| San Francisco     | États-Unis         |               | Le 31 décembre 2008. |
| Salvador          | Salvador           | 100+          | Manifestation devant l'ambassade d'Israël, « en soutien à l'ambassade et au peuple d'Israël dans leur réaction de légitime défense, leur disant que nous voulons la paix des deux côtés », le 11 janvier 2009. |
| Santiago du Chili | Chili              | 300           | Manifestation à l'appel de Amisrael en faveur de l'opération militaire israélienne, clamant que « la guerre n'est pas contre le peuple palestinien, mais contre les terroristes », le 9 janvier 2009. |
| São Paulo         | Brésil             | 3 000         | Manifestation à l'appel de la Organized Jewish Youth, dont le porte-parole déclare « Nous recherchons une coexistence pacifique entre les peuples et les religions et nous leur demandons de nous accepter comme juifs et sionistes », en présence de représentants chrétiens, le 18 janvier 2009.                        |
| Tbilissi          | Géorgie            | ~30           | Manifestation en faveur de l'opération militaire israélienne, sous la banderole « Israël a le droit de se défendre et de stopper le terrorisme », le 5 janvier 2009. |
| Tel Aviv          | Israël             | 100           | Contre-manifestation à l'Université de Tel-Aviv, le 29 décembre 2008. |
| Tucson            | États-Unis         | 500           | Manifestation en faveur de l'opération militaire israélienne, à l'appel de la Jewish Federation of Southern Arizona, le 4 janvier 2009. |
| Winnipeg          | Canada             | 800           | Manifestation à l'appel de la Jewish Federation of Winnipeg, en présence d'hommes politiques locaux, le 8 janvier 2009. |

### Manifestations appelant à la paix
| Ville     | Pays    | Manifestants | Notes |
| --------- | ------- | ------------ | --- |
| Belgrade  | Serbie  | ~300         | Le 5 janvier 2009. |
| Bergen    | Norvège | ~3 000       | Le 8 janvier 2009. |
| Bodø      | Norvège | ~150-200     | Deux manifestations, en présence de représentants politiques et religieux, appellent à la fin de la violence. Le 6 janvier 2009.                                                                 |
| Oslo      | Norvège | ~40 000      | Marche aux flambeaux pour la paix, en présence de représentants politiques de tous bords, syndicats, associations sportives et associations de défense des droits de l'Homme, le 8 janvier 2009. |
| Stavanger | Norvège |              | Le 8 janvier 2009. |
| Tromsø    | Norvège |              | Le 8 janvier 2009. |
| Trondheim | Norvège |              | Le 8 janvier 2009. |
| Voss      | Norvège | ~300         | Le 8 janvier 2009. |